# Nekrolog November 2011
Nekrolog
◄◄
| ◄
| 2007
| 2008
| 2009
| 2010
| 2011 | 2012 | 2013 | 2014 | 2015 | ► | ►►
Januar |
Februar |
März |
April |
Mai |
Juni |
Juli |
August |
September |
Oktober |
November |
Dezember 2011
Weitere Ereignisse | Allgemeiner Nekrolog 2011
Die Beschreibung der verstorbenen Person sollte so kurz wie möglich gehalten sein und nur deren signifikante Tätigkeit(en) enthalten.
Neue Namen ggf. auch unter dem Geburts- und Sterbedatum, also etwa unter 1. Januar und im Geburts- und Sterbejahr (2024) eintragen (nur bei entsprechender großer Wichtigkeit). Für Beispiele siehe die schon vorhandenen Artikel.
Außerdem über die fünf zuletzt Verstorbenen, zu denen es einen ausreichend guten Artikel für eine Präsentation auf der Hauptseite gibt, nach der todesbedingten Überarbeitung der Artikel ggf. auch unter Wikipedia Diskussion:Hauptseite informieren und sie am besten auch in den anderen Wikipedia-Sprachversionen eintragen. Tipp: Regelmäßig bei news.google.de nach „ist tot“, „gestorben“ oder „verstorben“ suchen.
Wenn eine Person gestorben ist, gibt es viele Seiten zu dieser Person in der Wikipedia, die davon auch betroffen sind und entsprechend aktualisiert werden müssen. Beispiele: Namenübersichtsseite, Geburtsjahr, Geburtsort-Seiten und viele mehr.
Wie finde ich die betroffenen Seiten?
Im Suchfeld auf der linken Seite gibt man den Suchbegriff so ein: „Vorname Nachname“. Dann klickt man auf Volltext und alle Seiten mit entsprechendem Suchtext werden aufgerufen. Hier sieht man dann schnell, wo auch das Todesjahr Sinn macht oder sogar ein Teil des Artikels angepasst werden muss. Auch hilft das „Werkzeug“ auf der linken Seite sehr gut, um solche Seiten aufzufinden: „Links auf diese Seite“. Somit ist die Wikipedia wieder aktuell in allen Bereichen! Hinweis: bei Eintragung der Kategorie „Gestorben JAHR“ wird der Missbrauchsfilter 49 ausgelöst, was jedoch nicht schlimm ist. Siehe: Spezial:Missbrauchsfilter/49
Dies ist eine Liste von im November 2011 verstorbenen bekannten Persönlichkeiten. Die Einträge erfolgen innerhalb der einzelnen Daten alphabetisch sortiert. Tiere sind im Nekrolog für Tiere zu finden.

## November
| Tag                   | Name                                | Beruf, bekannt als                                                                                                 | Alter | Beleg                                                                   |
| --------------------- | ----------------------------------- | --- | ----- | ----------------------------------------------------------------------- |
| 1. November           | Cahit Aral                          | türkischer Politiker                                                                                               | 84    | haberturk.com                                                           |
| 1. November           | Heinz Ludwig Arnold                 | deutscher Publizist                                                                                                | 71    | boersenblatt.net                                                        |
| 1. November           | Craig Burroughs                     | amerikanischer Unternehmer im Schienenverkehr                                                                      | 69    |                                                                         |
| 1. November           | Svend-Erik Danielsen                | dänischer Bankmanager und Konsul                                                                                   | 67    |                                                                         |
| 1. November           | Karl Duschek                        | deutscher Grafiker, Grafikdesigner und Verleger                                                                    | 64    | jungewelt.de                                                            |
| 1. November           | Gerd Däumel                         | deutscher Gärtner und Professor für Gartenbau und Landschaftsgestaltung                                            | 98    |                                                                         |
| 1. November           | Fanny Edelman                       | argentinische Politikerin                                                                                          | 100   | cubadebate.cu                                                           |
| 1. November           | Benno Erhard                        | deutscher Politiker                                                                                                | 88    | cduhessen.de                                                            |
| 1. November           | Viktor Farkas                       | österreichischer Journalist                                                                                        | 66    | grenzwissenschaft-aktuell.blogspot.com                                  |
| 1. November           | Richard Gordon                      | US-amerikanischer Filmproduzent                                                                                    | 85    | latimes.com                                                             |
| 1. November           | André Hodeir                        | französischer Autor, Arrangeur und Komponist                                                                       | 90    | sites.radiofrance.fr                                                    |
| 1. November           | Siegfried Kessemeier                | deutscher Landeshistoriker und Museumskurator                                                                      | 80    | lwl.org                                                                 |
| 1. November           | Paul R. Lawrence                    | US-amerikanischer Wirtschaftswissenschaftler                                                                       | 89    |                                                                         |
| 1. November           | Christiane Legrand                  | französische Sängerin                                                                                              | 81    | tsfjazz.com                                                             |
| 1. November           | Alberto Madero                      | argentinischer Ruderer                                                                                             | 87    |                                                                         |
| 1. November           | Arzu Özmen                          | deutsch-kurdische Jesidin und Opfer eines Ehrenmordes                                                              | 18    |                                                                         |
| 1. November           | Héctor Rueda Hernández              | kolumbianischer Erzbischof                                                                                         | 90    | elcolombiano.com                                                        |
| 1. November           | Anders Ruuth                        | schwedischer lutherischer Theologe                                                                                 | 85    | allehanda.se                                                            |
| 1. November           | Ricardo Watty Urquidi               | mexikanischer Bischof                                                                                              | 73    | feeds.univision.com                                                     |
| 1. November           | Helmut Ziebart                      | deutscher Diplomat der DDR                                                                                         | 82    |                                                                         |
| 2. November           | Gisela Bentz                        | deutsche Sportpädagogin und Hochschullehrerin                                                                      | 91    |                                                                         |
| 2. November           | Jan Bochenek                        | polnischer Gewichtheber                                                                                            | 80    | sportowefakty.pl                                                        |
| 2. November           | John F. Burke                       | US-amerikanischer Mediziner                                                                                        | 89    |                                                                         |
| 2. November           | Sickan Carlsson                     | schwedische Schauspielerin und Sängerin                                                                            | 96    | dn.se                                                                   |
| 2. November           | Heinrich Droege                     | deutscher Schriftsteller                                                                                           | 78    | jungewelt.de                                                            |
| 2. November           | Rijk de Gooyer                      | niederländischer Schauspieler und Autor                                                                            | 85    | telegraaf.nl                                                            |
| 2. November           | Papa Bue                            | dänischer Musiker                                                                                                  | 81    | nyhederne.tv2.dk                                                        |
| 2. November           | Bernd Köllinger                     | deutscher Theaterwissenschaftler, Librettist, Ballettdirektor und Publizist                                        | 67    |                                                                         |
| 2. November           | Ilmar Kullam                        | estnischer Basketballspieler                                                                                       | 89    | ohtuleht.ee                                                             |
| 2. November           | Sid Melton                          | US-amerikanischer Schauspieler                                                                                     | 94    | latimes.com                                                             |
| 2. November           | Antonio Molino Rojo                 | spanischer Schauspieler                                                                                            | 85    | rememori.com                                                            |
| 2. November           | Boots Plata                         | philippinischer Regisseur                                                                                          | 67    | entertainment.inquirer.net                                              |
| 2. November           | Nikolai Saksonow                    | sowjetischer Gewichtheber                                                                                          | 88    | lifenews.ru                                                             |
| 2. November           | Gabriele Stegmüller-Zimmermann      | deutsche Musikerin und Hochschullehrerin                                                                           | 85    | lmr-bw.de                                                               |
| 2. November           | Leonard Stone                       | US-amerikanischer Schauspieler                                                                                     | 87    | tmz.com                                                                 |
| 2. November           | Lucy Tejada                         | kolumbianische Malerin                                                                                             | 91    |                                                                         |
| 2. November           | Karl-Ewald Tietz                    | deutscher Germanist, Pädagoge und Volkskundler                                                                     | 69    |                                                                         |
| 2. November           | Moshe Zemer                         | israelischer Rabbiner des Reformjudentums                                                                          | 79    |                                                                         |
| 3. November           | Nikodimos Elias Abebe               | äthiopischer Erzbischof von Welayta                                                                                | 70    | oki-regensburg.de                                                       |
| 3. November           | Günther Bahr                        | österreichischer Radiomoderator                                                                                    | 67    | noe.orf.at                                                              |
| 3. November           | Rosángela Balbó                     | italienische Schauspielerin                                                                                        | 70    | jornada.unam.mx                                                         |
| 3. November           | Detlev Draser                       | deutscher Architekt                                                                                                | 85    |                                                                         |
| 3. November           | H. G. Francis                       | deutscher Autor | 75    | perry-rhodan.net                                                        |
| 3. November           | Peeter Kreitzberg                   | estnischer Pädagoge und Politiker, Mitglied des Riigikogu                                                          | 62    |                                                                         |
| 3. November           | Justo Oscar Laguna                  | argentinischer Bischof                                                                                             | 82    | buenosairesherald.com                                                   |
| 3. November           | François de Lamothe                 | französischer Filmarchitekt                                                                                        | 83    | blog.lefigaro.fr                                                        |
| 3. November           | Isolde Monson-Baumgart              | deutsche Grafikerin und Hochschullehrerin                                                                          | 75    |                                                                         |
| 3. November           | Ivar Nørgaard                       | dänischer Politiker                                                                                                | 89    | jv.dk                                                                   |
| 3. November           | John R. Opel                        | US-amerikanischer Manager                                                                                          | 86    | ibm.com                                                                 |
| 3. November           | Timothy Raison                      | britischer Politiker                                                                                               | 82    | telegraph.co.uk                                                         |
| 3. November           | Ricardo Guzmán Romero               | mexikanischer Politiker                                                                                            | 42    | orf.at, KAS                                                             |
| 3. November           | Bruno Rubeo                         | italienischer Filmausstatter                                                                                       | 65    |                                                                         |
| 3. November           | Cory Smoot                          | US-amerikanischer Gitarrist                                                                                        | 34    | spin.com                                                                |
| 3. November           | Ottokar Uhl                         | österreichischer Architekt                                                                                         | 80    | derstandard.at                                                          |
| 3. November           | John Young                          | britischer Politiker                                                                                               | 80    | bbc.co.uk                                                               |
| 4. November           | Hans Benirschke                     | deutscher Journalist                                                                                               | 86    | dpa.de                                                                  |
| 4. November           | Uwe Böhnhardt                       | deutscher Rechtsextremist                                                                                          | 34    |                                                                         |
| 4. November           | Detlef Busche                       | deutscher Geograph, Geomorphologe und Hochschullehrer                                                              | 69    |                                                                         |
| 4. November           | Alfonso Cano                        | kolumbianischer Guerillaführer                                                                                     | 63    | welt.de                                                                 |
| 4. November           | Marion Ehrhardt                     | deutsche Romanistin und Lusitanistin                                                                               | 79    |                                                                         |
| 4. November           | Arnold Green                        | estnischer Sportfunktionär                                                                                         | 91    | sport.postimees.ee                                                      |
| 4. November           | Hans-Joachim Kleine                 | deutscher Gastwirt                                                                                                 | 79    | spiegel.de                                                              |
| 4. November           | Dan Morgan                          | britischer Science-Fiction-Autor                                                                                   | 85    |                                                                         |
| 4. November           | Uwe Mundlos                         | deutscher Rechtsextremist und Mitglied des Nationalsozialistischen Untergrunds                                     | 38    |                                                                         |
| 4. November           | Thomas Munz                         | deutscher Bildhauer                                                                                                | 82    |                                                                         |
| 4. November           | Thomas Nägler                       | rumänischer Archäologe, Historiker und Politiker                                                                   | 72    | siebenbuerger.de                                                        |
| 4. November           | Hansgert Peisert                    | deutscher Soziologe, Bildungsforscher und Hochschullehrer                                                          | 83    |                                                                         |
| 4. November           | Rudolf Prohazka                     | österreichischer Architekt                                                                                         | 64    | derstandard.at                                                          |
| 4. November           | Norman Ramsey                       | US-amerikanischer Physiker und Nobelpreisträger                                                                    | 96    | nytimes.com                                                             |
| 4. November           | Andy Rooney                         | US-amerikanischer Journalist                                                                                       | 92    | cbsnews.com                                                             |
| 4. November           | Cristian Rosales                    | uruguayischer Leichtathlet                                                                                         | 33    |                                                                         |
| 4. November           | Theadora Van Runkle                 | US-amerikanische Kostümbildnerin                                                                                   | 82    | nytimes.com                                                             |
| 4. November           | Hans Schweiss                       | deutscher Gebrauchsgrafiker, Typograf, Werbefotograf und Hochschullehrer                                           | 87    |                                                                         |
| 4. November           | Ana Štefok                          | kroatische Sängerin                                                                                                | 72    | jutarnji.hr                                                             |
| 4. November           | Hans-Georg Stemann                  | deutscher Militärarzt                                                                                              | 95    | GA                                                                      |
| 4. November           | Pierre Vinken                       | niederländischer Verleger und Publizist                                                                            | 83    | telegraaf.nl                                                            |
| 4. November           | Sarah Watt                          | australische Filmemacherin                                                                                         | 53    | abc.net.au                                                              |
| 4. November           | Dieudonné Yougbaré                  | burkinischer Bischof                                                                                               | 94    | catholic-hierarchy.org                                                  |
| 4. November           | Arthur Haefliger                    | Schweizer Bundesrichter                                                                                            | 92    |                                                                         |
| 5. November           | Mario Roberto Álvarez               | argentinischer Architekt                                                                                           | 97    | a24.com                                                                 |
| 5. November           | Luigi Belloli                       | italienischer Bischof                                                                                              | 88    | ilgiorno.it                                                             |
| 5. November           | Christoph Brandt                    | deutscher Politiker (CDU)                                                                                          | 73    |                                                                         |
| 5. November           | Loulou de la Falaise                | französisches Model und Mode-Designerin                                                                            | 63    | lefigaro.fr                                                             |
| 5. November           | Theo Gille                          | deutscher Heimatforscher                                                                                           | 93    |                                                                         |
| 5. November           | Bhupen Hazarika                     | indischer Musiker und Filmregisseur                                                                                | 85    | ibnlive.in.com                                                          |
| 5. November           | Mechthild Heieck                    | deutsche Altphilologin und Übersetzerin                                                                            | 78    |                                                                         |
| 5. November           | Rudolf Hertzsch                     | deutscher Fußballspieler                                                                                           | 87    |                                                                         |
| 5. November           | Günter Horn                         | deutscher Autor und Historiker                                                                                     | 86    |                                                                         |
| 5. November           | Bernhard Ließ                       | deutscher Politiker                                                                                                | 85    | newsclick.de                                                            |
| 5. November           | Carl Möller                         | deutscher Politiker und Unternehmer                                                                                | 81    | noz.de                                                                  |
| 5. November           | Takeo Nishioka                      | japanischer Politiker                                                                                              | 75    | en.ria.ru                                                               |
| 5. November           | Damaskinos Papandreou               | orthodoxer Bischof                                                                                                 | 75    | oecumene.radiovaticana.org                                              |
| 5. November           | Peter Quendler                      | österreichischer Entwicklungshelfer                                                                                | 75    | derstandard.at                                                          |
| 5. November           | Juwan Schestalow                    | mansischer Schriftsteller                                                                                          | 74    | raipon.info                                                             |
| 5. November           | Ludwig Schmidt                      | deutscher Steuerrechtler und Richter am Bundesfinanzhof                                                            | 83    |                                                                         |
| 5. November           | Gisela Schröter                     | deutsche Opern- und Konzertsängerin (Dramatischer Sopran/Mezzosopran)                                              | 83    |                                                                         |
| 5. November           | Paul Schulmeister                   | österreichischer Journalist                                                                                        | 69    | [ 1 ]                                                                   |
| 5. November           | Kevin Sharpe                        | britischer Historiker                                                                                              | 62    |                                                                         |
| 5. November           | Weronika Sergejewna Spasskaja       | russisch-sowjetische Bildhauerin                                                                                   |       |                                                                         |
| 5. November           | Tadeusz Walasek                     | polnischer Boxer                                                                                                   | 75    | pzb.com.pl                                                              |
| 6. November           | Géza Alföldy                        | ungarisch-deutscher Althistoriker                                                                                  | 76    | uni-heidelberg.de                                                       |
| 6. November           | Gordon Beck                         | britischer Jazzmusiker                                                                                             | 75    | jazzwisemagazine.com                                                    |
| 6. November           | Isaac Chocrón                       | venezolanischer Dramatiker                                                                                         | 81    | talcualdigital.com                                                      |
| 6. November           | Roger Faulques                      | französischer Offizier und Söldner                                                                                 | 86    |                                                                         |
| 6. November           | Margaret Field                      | US-amerikanische Schauspielerin                                                                                    | 89    | variety.com                                                             |
| 6. November           | Phil Gould                          | britischer Politiker                                                                                               | 61    | bbc.co.uk                                                               |
| 6. November           | Mel Hancock                         | US-amerikanischer Politiker                                                                                        | 82    | stltoday.com                                                            |
| 6. November           | Klaus Jährig                        | deutscher Kinderarzt, Direktor der Universitätskinderklinik Greifswald                                             | 76    |                                                                         |
| 6. November           | Hal Kanter                          | US-amerikanischer Drehbuchautor                                                                                    | 92    | theenvelope.latimes.com                                                 |
| 6. November           | Liu Xingzhou                        | chinesischer Flugzeugingenieur, Vater der chinesischen Staustrahltriebwerke                                        | 78    |                                                                         |
| 6. November           | Mito Loeffler                       | französischer Gitarrist                                                                                            | 50    | jazzmanouche.de                                                         |
| 6. November           | Jim McNeill                         | US-amerikanischer MotoCross-Fahrer                                                                                 | 32    | espn.go.com                                                             |
| 6. November           | Deborah McNulty                     | US-amerikanische Maskenbildnerin                                                                                   | 56    | variety.com                                                             |
| 6. November           | Josef Maria Odermatt                | Schweizer Bildhauer und Zeichner                                                                                   | 77    |                                                                         |
| 6. November           | Allan Peachey                       | neuseeländischer Politiker                                                                                         | 62    | nz.news.yahoo.com                                                       |
| 6. November           | Helmut Polensky                     | deutscher Autorennfahrer und Unternehmer                                                                           | 96    |                                                                         |
| 6. November           | Wolfgang Schiesterl                 | österreichischer Volleyballspieler                                                                                 | 28    | sportreport.biz                                                         |
| 6. November           | Dov Schwartzman                     | US-amerikanischer Rabbi                                                                                            | 90    | matzav.com                                                              |
| 6. November           | Hermann Zinn                        | deutscher Soziologe                                                                                                | 70    |                                                                         |
| 7. November           | Gerhard Ackermans                   | deutscher Medienunternehmer                                                                                        | 85    |                                                                         |
| 7. November           | Lykke Aresin                        | deutsche Ärztin und Sexualwissenschaftlerin                                                                        | 90    | uni-leipzig.de                                                          |
| 7. November           | Alfred Dahl                         | deutscher SED-Funktionär und Chef der Bezirksbehörden der Deutschen Volkspolizei Magdeburg                         | 95    |                                                                         |
| 7. November           | Jesús Ferrer                        | spanischer Schauspieler und Synchronsprecher                                                                       | 70    | formulatv.com                                                           |
| 7. November           | Joe Frazier                         | US-amerikanischer Boxer                                                                                            | 67    | spiegel.de                                                              |
| 7. November           | Jörg-Dietrich Hoppe                 | deutscher Mediziner und Funktionär                                                                                 | 71    | [ 2 ]                                                                   |
| 7. November           | Gottfried Kiesow                    | deutscher Denkmalpfleger                                                                                           | 80    | [ 3 ]                                                                   |
| 7. November           | Lisbeth Movin                       | dänische Schauspielerin                                                                                            | 94    | dr.dk                                                                   |
| 7. November           | Tomás Segovia                       | spanischer Schriftsteller                                                                                          | 84    | jornada.unam.mx                                                         |
| 7. November           | F. Springer                         | niederländischer Schriftsteller und Diplomat                                                                       | 79    | destentor.nl                                                            |
| 7. November           | Takanosato Toshihide                | japanischer Sumoringer                                                                                             | 59    | [ 4 ]                                                                   |
| 7. November           | Andrea True                         | US-amerikanische Pornodarstellerin, Schauspielerin und Sängerin                                                    | 68    | contactmusic.com                                                        |
| 7. November           | Hans-Jürgen Walther                 | deutscher Dirigent und Musikschulleiter                                                                            | 91    |                                                                         |
| 8. November           | Jimmy Adamson                       | englischer Fußballspieler und -trainer                                                                             | 82    | lancashiretelegraph.co.uk                                               |
| 8. November           | Clay Cambern                        | US-amerikanischer Filmeditor                                                                                       | 56    | variety.com                                                             |
| 8. November           | Gene Cantamessa                     | US-amerikanischer Tontechniker                                                                                     | 80    | legacy.com                                                              |
| 8. November           | Nosson Zwi Finkel                   | US-amerikanisch-israelischer Rabbi                                                                                 | 68    | israelnationalnews.com                                                  |
| 8. November           | Heavy D                             | US-amerikanischer Rapper und Schauspieler                                                                          | 44    | rollingstone.com                                                        |
| 8. November           | Ricky Hui                           | Hongkong-chinesischer Schauspieler                                                                                 | 65    | nownews.com                                                             |
| 8. November           | Walentin Iwanow                     | sowjetischer Fußballspieler und -trainer                                                                           | 76    | gazeta.ru                                                               |
| 8. November           | Bil Keane                           | US-amerikanischer Cartoonist                                                                                       | 89    | washingtonpost.com                                                      |
| 8. November           | Ed Macauley                         | US-amerikanischer Basketballspieler                                                                                | 83    | stltoday.com                                                            |
| 8. November           | Tadeusz Marcinkowski                | polnischer Mediziner                                                                                               | 94    |                                                                         |
| 8. November           | Jimmy Norman                        | US-amerikanischer Sänger und Songwriter                                                                            | 74    | jimmynorman.org                                                         |
| 8. November           | Oscar Rolando Cantuarias Pastor     | peruanischer Erzbischof                                                                                            | 80    | andina.com.pe                                                           |
| 8. November           | Howard V. Perlmutter                | Globalisierungsexperte                                                                                             | 86    |                                                                         |
| 8. November           | Joachim Schult                      | deutscher Autor | 87    | yacht.de                                                                |
| 8. November           | Zhak Nshanovich Suprikyan           | sowjetischer Fußballspieler                                                                                        | 74    | armenianreport.com                                                      |
| 8. November           | Lauri Sutela                        | finnischer General                                                                                                 | 93    | kaleva.fi                                                               |
| 9. November           | Shmuel Ben-Artzi                    | israelischer Schriftsteller                                                                                        | 97    | jta.org                                                                 |
| 9. November           | Bernd Bexte                         | deutscher Zeichner, Cartoonist, Grafiker, Plakatkünstler und Hochschullehrer                                       |       |                                                                         |
| 9. November           | Peter Buddeberg                     | deutscher Architekt und Hochschullehrer                                                                            | 84    |                                                                         |
| 9. November           | Roger Christian                     | US-amerikanischer Eishockeyspieler                                                                                 | 75    | bizjournals.com                                                         |
| 9. November           | Jenő Fitz                           | ungarischer Archäologe, Historiker und Numismatiker                                                                | 90    | szekesfehervar.hu                                                       |
| 9. November           | Renée Franke                        | deutsche Schlagersängerin                                                                                          | 83    | [ 5 ]                                                                   |
| 9. November           | Josef Kandlbinder                   | deutscher Fußballschiedsrichter                                                                                    | 88    | mz-kick.de                                                              |
| 9. November           | Har Gobind Khorana                  | indisch-US-amerikanischer Molekularbiologe                                                                         | 89    | news.outlookindia.com                                                   |
| 9. November           | Gerhard Kittel                      | deutscher Mediziner, Begründer verschiedener Fachgesellschaften der Phoniatrie-Pädaudiologie                       | 86    |                                                                         |
| 9. November           | Wilfred George Lambert              | britischer Altorientalist                                                                                          | 85    |                                                                         |
| 9. November           | David Lewis                         | dänisch-britischer Designer                                                                                        | 72    |                                                                         |
| 9. November           | Matthías Mathiesen                  | isländischer Politiker und Außenminister                                                                           | 80    |                                                                         |
| 9. November           | Ézio Leal Moraes Filho              | brasilianischer Fußballspieler                                                                                     | 45    | globoesporte.globo.com                                                  |
| 9. November           | Robert M. Morgan                    | US-amerikanischer Speedboatrennfahrer                                                                              | 74    | huffingtonpost.com                                                      |
| 9. November           | Jean-Paul Randriamanana             | madagassischer Bischof                                                                                             | 61    | matv.mg                                                                 |
| 9. November           | Jeffrey Tillman                     | US-amerikanischer Speedboatrennfahrer                                                                              | 47    | dailymail.co.uk                                                         |
| 9. November           | Werner Thomas                       | deutscher Musikhistoriker, Pädagoge, Gymnasialdirektor, Freund und Mitarbeiter von Carl Orff                       | 101   |                                                                         |
| 9. November           | Dani Wadada Nabudere                | ugandischer Politiker                                                                                              | 78    | taz.de                                                                  |
| 9. November           | Îsmet Şerîf Wanlî                   | kurdischer Politiker und Hochschullehrer                                                                           | 86    |                                                                         |
| 10. November          | Peter J. Biondi                     | US-amerikanischer Politiker                                                                                        | 69    | politickernj.com                                                        |
| 10. November          | Loni Böhm                           | deutsche Politikerin                                                                                               | 92    |                                                                         |
| 10. November          | David Boyd                          | australischer Künstler                                                                                             | 87    | abc.net.au                                                              |
| 10. November          | Gisela Buschendorf-Otto             | deutsche Archäologin                                                                                               | 90    | ANB                                                                     |
| 10. November          | Daniela D’Ercole                    | italienische Jazzsängerin                                                                                          | 32    | nydailynews.com                                                         |
| 10. November          | Erling Erlandsson                   | schwedischer Skispringer                                                                                           | 81    |                                                                         |
| 10. November          | Otto Feld                           | deutscher Christlicher Archäologe und Byzantinischer Kunsthistoriker                                               | 82    |                                                                         |
| 10. November          | Barbara Grier                       | US-amerikanische Schriftstellerin                                                                                  | 78    | articles.boston.com                                                     |
| 10. November          | Andrei Igorov                       | rumänischer Kanute                                                                                                 | 71    |                                                                         |
| 10. November          | Fred Iklé                           | US-amerikanischer Unterstaatssekretär                                                                              | 87    | csis.org                                                                |
| 10. November          | Ivan Martin Jirous                  | tschechischer Poet und Dissident                                                                                   | 67    | praguepost.com                                                          |
| 10. November          | Killer Karl Kox                     | US-amerikanischer Wrestler                                                                                         | 80    | wrestleheat.com                                                         |
| 10. November          | Petar Kralj                         | serbischer Schauspieler                                                                                            | 70    | www1.serbiancafe.com                                                    |
| 10. November          | Jacques Lataste                     | französischer Florettfechter und Olympiasieger                                                                     | 89    |                                                                         |
| 10. November          | Brian G. W. Manning                 | britischer Amateurastronom und Asteroidenentdecker                                                                 | 85    |                                                                         |
| 10. November          | Ellen Müller-Dethard                | deutsche Allgemeinärztin und Arbeitsmedizinerin                                                                    | 85    |                                                                         |
| 10. November          | Walter Ruge                         | deutscher Publizist                                                                                                | 96    | jungewelt.de                                                            |
| 10. November          | Andy Tielman                        | niederländischer Sänger und Gitarrist                                                                              | 75    | telegraaf.nl                                                            |
| 10. November          | Usami Tadanobu                      | japanischer Gewerkschaftsführer                                                                                    | 86    |                                                                         |
| 10. November          | Boris Borissowitsch Wenkow          | russischer Mathematiker                                                                                            | 76    |                                                                         |
| 10. November          | Adrián Yospe                        | argentinischer Schauspieler                                                                                        | 41    | teleshow.infobae.com                                                    |
| 11. November          | Francisco Blake Mora                | mexikanischer Politiker                                                                                            | 45    | bbc.co.uk                                                               |
| 11. November          | Cor du Buy                          | niederländischer Tischtennisspieler und -trainer                                                                   | 90    | volkskrant.nl                                                           |
| 11. November          | Domenico Tarcisio Cortese           | italienischer Bischof                                                                                              | 80    | gazzettadelsud.it                                                       |
| 11. November          | Isaac Celnikier                     | polnischer Maler und Bildhauer                                                                                     | 88    |                                                                         |
| 11. November          | Lynn Deerfield                      | US-amerikanische Schauspielerin                                                                                    | 61    | stltoday.com                                                            |
| 11. November          | John Francis Donoghue               | US-amerikanischer Erzbischof                                                                                       | 83    | cbsatlanta.com                                                          |
| 11. November          | Emory Folmar                        | US-amerikanischer Politiker                                                                                        | 81    | dailycomet.com                                                          |
| 11. November          | Michael Garrick                     | britischer Jazzmusiker und Komponist                                                                               | 78    | londonjazz.blogspot.com                                                 |
| 11. November          | Wolfgang Hammen                     | deutscher Generalstabsarzt                                                                                         | 86    |                                                                         |
| 11. November          | Choiseul Henriquez                  | haitianischer Politiker                                                                                            | 51    | caribbean360.com                                                        |
| 11. November          | John Higgins                        | US-amerikanischer Theaterschaffender                                                                               | 71    | hollywoodreporter.com                                                   |
| 11. November          | Walde Huth                          | deutsche Fotografin                                                                                                | 88    | kunstmarkt.de                                                           |
| 11. November          | Paul Eberhard Kreisel               | deutscher Kirchenmusiker und Komponist                                                                             | 80    | freiepresse.de                                                          |
| 11. November          | Karel Mareš                         | tschechischer Komponist, Songwriter, Schauspieler und Theaterregisseur                                             | 84    | radio.cz                                                                |
| 11. November          | Hellmut May                         | österreichischer Eiskunstläufer                                                                                    | 90    | [ 6 ]                                                                   |
| 11. November          | Bernd Methe                         | deutscher Handballschiedsrichter                                                                                   | 47    | sueddeutsche.de                                                         |
| 11. November          | Reiner Methe                        | deutscher Handballschiedsrichter                                                                                   | 47    | sueddeutsche.de                                                         |
| 11. November          | David F. Myers                      | US-amerikanischer Politiker                                                                                        | 73    | washingtonexaminer.com                                                  |
| 11. November          | Peter Narváez                       | kanadischer Gitarrist und Musikethnologe                                                                           | 71    | basementrug.com                                                         |
| 11. November          | Georges Papy                        | belgischer Mathematiker                                                                                            | 91    |                                                                         |
| 11. November          | Sarie Magdalena Perold              | südafrikanische Bryologin                                                                                          | 83    |                                                                         |
| 11. November          | Ilana Shmueli                       | israelische Schriftstellerin                                                                                       | 87    |                                                                         |
| 12. November          | Doyle Bramhall                      | US-amerikanischer Blues-Musiker                                                                                    | 62    | chron.com                                                               |
| 12. November          | Isaac Djerassi                      | US-amerikanischer Mediziner                                                                                        |       |                                                                         |
| 12. November          | Udo Ludwig Figge                    | deutscher Romanist                                                                                                 | 75    |                                                                         |
| 12. November          | Joey Gratton                        | US-amerikanischer Speedboatrennfahrer                                                                              | 59    | newsobserver.com                                                        |
| 12. November          | Michael Grünwald                    | österreichischer Kunsthistoriker                                                                                   | 44    |                                                                         |
| 12. November          | Hermann Herder                      | deutscher Verleger                                                                                                 | 85    | buchreport.de                                                           |
| 12. November          | Klaus Heuer                         | deutscher Fußballspieler                                                                                           | 76    |                                                                         |
| 12. November          | Abraham Kaletsidk Ewnetu            | äthiopischer Bischof                                                                                               | 47    | oki-regensburg.de                                                       |
| 12. November          | Adolf Kastner                       | österreichischer Schuldirektor und Landesbeauftragter für das Waldviertel                                          | 72    |                                                                         |
| 12. November          | Juozapas Algirdas Katkus            | litauischer Politiker                                                                                              | 75    |                                                                         |
| 12. November          | Kjell Knarvik                       | norwegischer Skispringer                                                                                           | 84    |                                                                         |
| 12. November          | Evelyn Lauder                       | US-amerikanische Philanthropin                                                                                     | 75    | msnbc.msn.com                                                           |
| 12. November          | Jörg Mahlstedt                      | deutscher Nuklearmediziner und Standespolitiker                                                                    | 68    | doi:10.1055/s-0031-1297947                                              |
| 12. November          | Thomas Marksteiner                  | österreichischer Klassischer Archäologe                                                                            | 53    |                                                                         |
| 12. November          | Hasan Moghaddam                     | iranischer General                                                                                                 | ?     | washingtonpost.com                                                      |
| 12. November          | Eva Monley                          | US-amerikanische Filmschaffende                                                                                    | 88    | nytimes.com                                                             |
| 12. November          | Hubert Nyssen                       | französischer Verleger, Essayist und Schriftsteller                                                                | 86    | parismatch.com                                                          |
| 12. November          | Peter Michael Roebuck               | englischer Cricketspieler                                                                                          | 55    | guardian.co.uk                                                          |
| 12. November          | Ursula Schmitt                      | deutsche Richterin am Bundespatentgericht                                                                          | 77    |                                                                         |
| 12. November          | Ilya Zhitomirskiy                   | russischer Softwareentwickler                                                                                      | 22    | techcrunch.com                                                          |
| 13. November          | Philipp Benz                        | deutscher Politiker (KPD), Gewerkschafter, Verbandsfunktionär und Widerstandskämpfer gegen den Nationalsozialismus | 99    |                                                                         |
| 13. November          | Bobsam Elejiko                      | nigerianischer Fußballspieler                                                                                      | 30    | nieuwsblad.be                                                           |
| 13. November          | Paul Epstein                        | US-amerikanischer Arzt                                                                                             | 67    | nytimes.com                                                             |
| 13. November          | Guido Falaschi                      | argentinischer Automobilrennfahrer                                                                                 | 22    | zeit.de                                                                 |
| 13. November          | Bajasit Chamatdinowitsch Gisatullin | sowjetischer Skilangläufer                                                                                         | 75    |                                                                         |
| 13. November          | Alfredo Herrera Gómez               | mexikanischer Musiker                                                                                              | 24    | latercera.com                                                           |
| 13. November          | James W. Halporn                    | US-amerikanischer Klassischer Philologe                                                                            | 82    |                                                                         |
| 13. November          | Ricarda Klein                       | deutsche Pflegemanagerin                                                                                           | 66    |                                                                         |
| 13. November          | Markus Kündig                       | Schweizer Unternehmer, Verbandsfunktionär und Politiker                                                            | 80    | nzz.ch                                                                  |
| 13. November          | Artemio Lomboy Rillera              | philippinischer Bischof                                                                                            | 69    | catholic-hierarchy.org                                                  |
| 13. November          | Jeffry Olguín García                | mexikanischer Musiker                                                                                              | 22    | latercera.com                                                           |
| 13. November          | Herbert Kleinherne                  | deutscher Bergbauingenieur                                                                                         | 87    | FAZ, 19. November 2011, S. 38                                           |
| 13. November          | Jamie Pierre                        | US-amerikanischer Skifahrer                                                                                        | 38    | firsttracksonline.com                                                   |
| 13. November          | Volker Rittberger                   | deutscher Politologe                                                                                               | 70    | wiso.uni-tuebingen.de                                                   |
| 13. November          | Diego Rivas                         | mexikanischer Musiker                                                                                              | 39    | bbc.co.uk                                                               |
| 13. November          | Anton Stirling                      | österreichischer Geistlicher                                                                                       | 85    | martinus.at                                                             |
| 13. November          | Solly Tyibilika                     | südafrikanischer Rugbyspieler                                                                                      | 32    | theglobeandmail.com                                                     |
| 13. November          | Rudolf Vierhaus                     | deutscher Historiker                                                                                               | 89    | gt-trauer.de                                                            |
| 13. November          | Rolf-Dieter Wolfshohl               | deutscher Radrennfahrer                                                                                            | 51    | zeit.de                                                                 |
| 14. November          | Robert Baumgartner                  | deutscher Jurist                                                                                                   | 92    |                                                                         |
| 14. November          | Wilhelm Börner                      | deutscher Nuklearmediziner                                                                                         | 84    | uk-wuerzburg.de                                                         |
| 14. November          | Mark A. Brandes                     | deutscher Vorderasiatischer Archäologe                                                                             | 82    |                                                                         |
| 14. November          | David Coore                         | jamaikanischer Politiker                                                                                           | 86    | jamaica-gleaner.com                                                     |
| 14. November          | Franz Josef Degenhardt              | deutscher Liedermacher und Schriftsteller                                                                          | 79    | sz-online.de                                                            |
| 14. November          | Richard Douthwaite                  | britischer Ökonom                                                                                                  | 69    | telegraph.co.uk                                                         |
| 14. November          | Alf Fields                          | englischer Fußballspieler                                                                                          | 92    | arsenal.com                                                             |
| 14. November          | Friedrich Ferdinand Hommel          | deutscher Musikwissenschaftler                                                                                     | 82    | sz-ms.vrsmedia-trauerportal.de                                          |
| 14. November          | Maurice Gaidon                      | französischer Bischof                                                                                              | 83    | la-croix.com                                                            |
| 14. November          | Jackie Leven                        | britischer Musiker                                                                                                 | 61    | theartsdesk.com                                                         |
| 14. November          | Lee Pockriss                        | US-amerikanischer Komponist                                                                                        | 87    | nytimes.com                                                             |
| 14. November          | Jo Ann Sayers                       | US-amerikanische Schauspielerin                                                                                    | 93    | towntopics.com                                                          |
| 14. November          | Friderun von Stralendorff-Eilers    | deutsche Bildhauerin                                                                                               | 95    |                                                                         |
| 14. November          | Karl-Heinz Weingärtner              | deutscher Jurist                                                                                                   | 65    | vghmannheim.de                                                          |
| 15. November          | Ruslan Achtachanow                  | tschetschenischer Schriftsteller                                                                                   | 58    | Süddeutsche.de                                                          |
| 15. November          | William Arveson                     | US-amerikanischer Mathematiker                                                                                     | 76    | legacy.com                                                              |
| 15. November          | Bruno Bachler                       | deutscher kommunistischer Widerstandskämpfer                                                                       | 87    |                                                                         |
| 15. November          | Lew Borissow                        | russischer Schauspieler                                                                                            | 77    | lenta.ru                                                                |
| 15. November          | Bernhard Cramer                     | deutscher Ingenieur und Hochschullehrer                                                                            | 81    |                                                                         |
| 15. November          | Antonio Eceiza                      | spanischer Regisseur und Drehbuchautor                                                                             | 76    | noticiasdenavarra.com                                                   |
| 15. November          | Jacob Goldberg                      | polnisch-israelischer Historiker für Osteuropäische Geschichte                                                     | 87    |                                                                         |
| 15. November          | Dulcie Gray                         | britische Schauspielerin und Schriftstellerin                                                                      | 95    | bbc.co.uk                                                               |
| 15. November          | Moogy Klingman                      | US-amerikanischer Musiker und Produzent                                                                            | 61    | thedeadrockstarsclub.com                                                |
| 15. November          | Serafim Wassiljewitsch Kolpakow     | russischer Metallurge                                                                                              | 78    |                                                                         |
| 15. November          | Peter Kuhn                          | deutscher Ingenieur                                                                                                | 79    | classic-motorrad.de                                                     |
| 15. November          | André-René Latrille                 | französischer Fußballspieler                                                                                       | 89    |                                                                         |
| 15. November          | Ingrid Sandahl                      | schwedische Turnerin                                                                                               | 87    |                                                                         |
| 15. November          | Thomas Seidl                        | österreichischer Künstler, Darsteller, Regisseur und Theatermacher                                                 | 43    |                                                                         |
| 15. November          | Karl Slover                         | US-amerikanisch-slowakischer Schauspieler                                                                          | 93    | 13wmaz.com                                                              |
| 15. November          | James Burleigh Thompson             | US-amerikanischer Mineraloge, Geologe und Petrologe                                                                | 89    |                                                                         |
| 16. November          | Jacobus Duivenvoorde                | niederländischer Erzbischof                                                                                        | 83    | catholic-hierarchy.org                                                  |
| 16. November          | S. Fischer-Fabian                   | deutscher Publizist                                                                                                | 89    | [ 7 ]                                                                   |
| 16. November          | Helmut Heuberger                    | österreichischer Geograf                                                                                           | 88    | deuqua.org                                                              |
| 16. November          | Egmont Kablitz                      | deutscher Fußballspieler                                                                                           | 84    |                                                                         |
| 16. November          | Djamel Keddou                       | algerischer Fußballspieler und -trainer                                                                            | 59    | elwatan.com                                                             |
| 16. November          | Lancelot Payne                      | neuseeländischer Radrennfahrer                                                                                     | 78    |                                                                         |
| 16. November          | Marija Korjakina                    | russische Schriftstellerin                                                                                         | 91    | tvkultura.ru                                                            |
| 16. November          | Armando Morales                     | nicaraguanischer Maler                                                                                             | 84    | elnuevodiario.com.ni                                                    |
| 16. November          | René A. Morel                       | französisch-US-amerikanischer Geigenbauer                                                                          | 79    | tarisio.com                                                             |
| 16. November          | James Fraser Mustard                | kanadischer Arzt                                                                                                   | 84    | thestar.com                                                             |
| 16. November          | Birgit Mütherich                    | deutsche Tierbefreiungsaktivistin, Soziologin und Autorin                                                          | 52    |                                                                         |
| 16. November          | Eddy Palchak                        | kanadischer Eishockeytrainer und Journalist                                                                        | 71    | montrealgazette.com                                                     |
| 16. November          | Elfie Pertramer                     | deutsche Bühnen- und Filmschauspielerin                                                                            | 86    | sueddeutsche.de                                                         |
| 16. November          | Jewgeni Prochorow                   | russischer Soziologe und Journalist                                                                                | 80    | lenta.ru                                                                |
| 16. November          | Maureen Swanson                     | britische Schauspielerin und Adelige                                                                               | 78    | announcements.telegraph.co.uk                                           |
| 17. November          | Hilde Berger                        | deutsche Widerstandskämpferin gegen den Nationalsozialismus und Sekretärin Oskar Schindlers                        | 97    |                                                                         |
| 17. November          | Kurt Budke                          | US-amerikanischer Basketballtrainer                                                                                | 50    | espn.go.com                                                             |
| 17. November          | Al Dreares                          | US-amerikanischer Jazzschlagzeuger                                                                                 | 84    |                                                                         |
| 17. November          | Jack Elinson                        | US-amerikanischer Fernsehautor                                                                                     | 89    | reuters.com                                                             |
| 17. November          | Gary Garcia                         | US-amerikanischer Musiker                                                                                          | 63    | gamasutra.com                                                           |
| 17. November          | Fabio González-Zuleta               | kolumbianischer Komponist                                                                                          | 91    | ccmc.com.co                                                             |
| 17. November          | Erika Just                          | deutsche Filmregisseurin                                                                                           | 89    |                                                                         |
| 17. November          | Henri Maignan                       | französischer Hürdenläufer                                                                                         | 90    |                                                                         |
| 17. November          | Hans-Georg Mehlhorn                 | deutscher Pädagoge                                                                                                 | 71    | lvz-trauer.de                                                           |
| 17. November          | John Paxton                         | US-amerikanischer Schauspieler                                                                                     | 91    | legacy.com                                                              |
| 17. November          | José de Aquino Pereira              | portugiesischer Bischof                                                                                            | 91    | cnbb.org.br                                                             |
| 17. November          | Peter Reading                       | englischer Dichter                                                                                                 | 65    |                                                                         |
| 17. November          | Alexis Pham Van Lôc                 | vietnamesischer Bischof                                                                                            | 92    | catholic-hierarchy.org                                                  |
| 18. November          | Walter Alexander Bauer              | deutscher Schriftsteller                                                                                           | 90    | trauer.weser-kurier.de                                                  |
| 18. November          | Mark Blaug                          | britischer Ökonom                                                                                                  | 84    |                                                                         |
| 18. November          | Manfred Bochmann                    | deutscher Politiker (SED) und Minister für Geologie der DDR                                                        | 83    |                                                                         |
| 18. November          | Heinz Dollinger                     | deutscher Historiker und Professor an der Universität Münster                                                      | 82    |                                                                         |
| 18. November          | Alfons Gerstl                       | deutscher Politiker                                                                                                | 91    | pnp.de                                                                  |
| 18. November          | Mark Hall                           | britischer Trickfilmer und Filmproduzent                                                                           | 74    | bbc.co.uk                                                               |
| 18. November          | Walt Hazzard                        | US-amerikanischer Basketballspieler                                                                                | 69    | basketball.realgm.com                                                   |
| 18. November          | Johann Hödlmayr                     | österreichischer Transportunternehmer                                                                              | 83    | ots.at                                                                  |
| 18. November          | Patricia Israel                     | chilenische Malerin                                                                                                | 72    | diario.latercera.com                                                    |
| 18. November          | Franz Georg Kaltwasser              | deutscher Bibliothekar                                                                                             | 84    | sz-ms.vrsmedia-trauerportal.de                                          |
| 18. November          | David Langdon                       | britischer Karikaturist                                                                                            | 97    | wycombewanderers.co.uk                                                  |
| 18. November          | Reiner Luckenbach                   | deutscher Chemiker                                                                                                 | 70    |                                                                         |
| 18. November          | Jones Mwewa                         | sambischer Fußballspieler                                                                                          | 38    | zambianfootball.net                                                     |
| 18. November          | Ülo Nugis                           | estnischer Politiker                                                                                               | 67    | postimees.ee                                                            |
| 18. November          | Daniel Sada                         | mexikanischer Autor und Poet                                                                                       | 58    | latino.foxnews.com                                                      |
| 18. November          | Walter Staffa                       | deutscher Kommunalpolitiker                                                                                        | 94    |                                                                         |
| 18. November          | Emanuel Strunz                      | österreichischer Unternehmer                                                                                       | 99    |                                                                         |
| 18. November          | Elisabeth Versluys                  | niederländische Schauspielerin                                                                                     | 87    | destentor.nl                                                            |
| 19. November          | Ömer Lütfi Akad                     | türkischer Filmregisseur und Drehbuchautor                                                                         | 95    | hurriyet.com.tr                                                         |
| 19. November          | Yvan Covent                         | belgischer Radrennfahrer                                                                                           | 71    |                                                                         |
| 19. November          | Jacques Delcourt                    | französischer Karateka                                                                                             | 83    | britishkaratefederation.co.uk                                           |
| 19. November          | Basil D’Oliveira                    | englischer Cricketspieler                                                                                          | 80    | espncricinfo.com                                                        |
| 19. November          | Raymond Fonsèque                    | französischer Jazzposaunist                                                                                        | 80    | sites.radiofrance.fr                                                    |
| 19. November          | Sanford Garelik                     | amerikanischer Politiker                                                                                           | 93    |                                                                         |
| 19. November          | Ladi Geisler                        | deutscher Musiker                                                                                                  | 83    | ladigeisler.de                                                          |
| 19. November          | Rolf Gérard                         | deutsch-italienischer Bühnenbildner und Maler                                                                      | 102   | aargauerzeitung.ch                                                      |
| 19. November          | Gottfried Heimrich                  | deutscher Maler und Grafiker                                                                                       | 87    |                                                                         |
| 19. November          | Ira Michael Heyman                  | US-amerikanischer Jurist, Hochschullehrer und Universitätspräsident                                                | 81    |                                                                         |
| 19. November          | Marti Kheel                         | US-amerikanische Tierbefreiungsaktivistin, vegane Forscherin und Umweltethikerin                                   |       |                                                                         |
| 19. November          | Gerhard Kielwein                    | deutscher Rechtswissenschaftler                                                                                    | 89    |                                                                         |
| 19. November          | John Neville                        | britisch-kanadischer Schauspieler                                                                                  | 86    | playbill.com                                                            |
| 19. November          | Karl Aage Præst                     | dänischer Fußballspieler                                                                                           | 89    | ekstrabladet.dk                                                         |
| 19. November          | Martin Schmidt                      | deutscher Gräzist und Politiker                                                                                    | 77    | hamburg.gruene.de                                                       |
| 19. November          | John Smale                          | US-amerikanischer Manager                                                                                          | 84    | time.com                                                                |
| 20. November          | Erich Bachträgl                     | österreichischer Schlagzeuger und Komponist                                                                        | 67    | drumsundpercussion.de                                                   |
| 20. November          | Fabio Betancur Tirado               | kolumbianischer Erzbischof                                                                                         | 73    | caracol.com.co                                                          |
| 20. November          | Lasse Brandeby                      | schwedischer Schauspieler und Komiker                                                                              | 66    | expressen.se                                                            |
| 20. November          | Raphael Bretton                     | französischer Szenenbildner                                                                                        | 91    |                                                                         |
| 20. November          | Peter Damerow                       | deutscher Mathematiker und Wissenschaftshistoriker                                                                 | 71    | schockwellenreiter.de                                                   |
| 20. November          | Shelagh Delaney                     | britische Schriftstellerin                                                                                         | 72    | thenewstribune.com                                                      |
| 20. November          | Russell Garcia                      | US-amerikanischer Komponist                                                                                        | 95    | stuff.co.nz                                                             |
| 20. November          | Dietrich Gerhardt                   | deutscher Slawist                                                                                                  | 100   |                                                                         |
| 20. November          | Billy James                         | US-amerikanischer Jazzmusiker                                                                                      | 72    |                                                                         |
| 20. November          | Wiktor Modsolewski                  | russischer Fechter                                                                                                 | 68    | gazeta.ru                                                               |
| 20. November          | Dorothy Morris                      | US-amerikanische Schauspielerin                                                                                    | 89    | westernboothill.blogspot.com                                            |
| 20. November          | Mario Martiradonna                  | italienischer Fußballspieler                                                                                       | 73    |                                                                         |
| 20. November          | Robert Party                        | französischer Schauspieler                                                                                         | 87    | toutelaculture.com                                                      |
| 20. November          | Karin Peters                        | niederländische Schriftstellerin                                                                                   | 73    | destentor.nl                                                            |
| 20. November          | Job Mar Philexinos                  | indischer Erzbischof von Delhi                                                                                     | 72    | ibnlive.in.com                                                          |
| 20. November          | Eberhard Piltz                      | deutscher Fernsehjournalist                                                                                        | 69    | heute.de                                                                |
| 20. November          | Javier Pradera                      | spanischer Journalist                                                                                              | 77    | diariodenavarra.es                                                      |
| 20. November          | Adriano Reys                        | brasilianischer Schauspieler                                                                                       | 78    | rd1audiencia.com                                                        |
| 20. November          | Talaat Sadat                        | ägyptischer Politiker                                                                                              | 64    | almasryalyoum.com                                                       |
| 20. November          | Sharda Sahai                        | indischer Tablaspieler                                                                                             | ≈76   |                                                                         |
| 20. November          | Sergio Scaglietti                   | italienischer Automobildesigner                                                                                    | 91    | washingtonpost.com                                                      |
| 20. November          | Horst Slevogt                       | deutscher U-Boot-Kommandant, Bank-Manager und Hochschullehrer                                                      | 89    |                                                                         |
| 20. November          | Elena Tamarga                       | kubanische Schriftstellerin                                                                                        | 54    | diariolasamericas.com                                                   |
| 21. November          | Oddur Björnsson                     | isländischer Dramatiker und Theaterregisseur                                                                       | 79    |                                                                         |
| 21. November          | Syd Cain                            | britischer Filmarchitekt                                                                                           | 93    | mi6-hq.com                                                              |
| 21. November          | Arie van Deursen                    | niederländischer Historiker                                                                                        | 80    | refdag.nl                                                               |
| 21. November          | Walter Groß                         | deutscher Politiker (SPD)                                                                                          | 83    |                                                                         |
| 21. November          | Gregory Halman                      | niederländischer Baseballspieler                                                                                   | 24    | telegraaf.nl                                                            |
| 21. November          | Eli Hurvitz                         | israelischer Industrieller                                                                                         | 79    |                                                                         |
| 21. November          | John Peter Jukes                    | britischer Bischof                                                                                                 | 88    | catholic-hierarchy.org                                                  |
| 21. November          | Jim Lewis                           | englischer Fußballspieler                                                                                          | 84    |                                                                         |
| 21. November          | Liselotte Losch                     | deutsche Opernsängerin (Sopran)                                                                                    | 94    |                                                                         |
| 21. November          | Anne McCaffrey                      | US-amerikanische Schriftstellerin                                                                                  | 85    | inquisitr.com                                                           |
| 21. November          | Heiner Moldenschardt                | deutscher Architekt                                                                                                | 82    | welt.de                                                                 |
| 21. November          | Joseph Naveh                        | israelischer Paläograf, Epigraf, Archäologe und Hochschullehrer                                                    | 83    |                                                                         |
| 21. November          | Wilhelm Schöbel                     | deutscher Vertriebenenfunktionär                                                                                   | 85    |                                                                         |
| 21. November          | Roberto Spizzichino                 | italienischer Schlagzeuger und Kunsthandwerker                                                                     | 67    | tmnews.it                                                               |
| 21. November          | Paul Yandell                        | US-amerikanischer Musiker                                                                                          | 76    | thedeadrockstarsclub.com                                                |
| 22. November          | Swetlana Allilujewa                 | Sowjetbürgerin, Tochter Josef Stalins                                                                              | 85    | nytimes.com                                                             |
| 22. November          | Miguel González Avelar              | mexikanischer Politiker                                                                                            | 74    | cronica.com.mx                                                          |
| 22. November          | Mantia Callender                    | englischer Basketballspieler                                                                                       | 38    |                                                                         |
| 22. November          | Karl-Heinz Cammann                  | deutscher Sportjournalist                                                                                          | 82    | presseportal.de                                                         |
| 22. November          | Irving Elman                        | US-amerikanischer Drehbuchautor                                                                                    | 96    | tvseriesfinale.com                                                      |
| 22. November          | Dietrich Jöns                       | deutscher Germanist                                                                                                | 87    |                                                                         |
| 22. November          | Sena Jurinac                        | jugoslawisch-österreichische Opernsängerin                                                                         | 90    | ots.at                                                                  |
| 22. November          | Argyris Kounadis                    | griechischer Komponist                                                                                             | 87    |                                                                         |
| 22. November          | Jürgen Kramer                       | deutscher Künstler                                                                                                 | 63    | derwesten.de                                                            |
| 22. November          | Georg Kreisler                      | US-amerikanischer Musiker, Satiriker und Schriftsteller                                                            | 89    | derstandard.at                                                          |
| 22. November          | Elisabeth von Luxemburg             | Luxemburger Prinzessin                                                                                             | 88    | standaard.be                                                            |
| 22. November          | Pirjo Mäkelä                        | finnische Medizinerin                                                                                              | 80    | yle.fi                                                                  |
| 22. November          | Lynn Margulis                       | US-amerikanische Biologin                                                                                          | 73    | elmundo.es                                                              |
| 22. November          | Käthe Mickwausch-Reiner             | deutsche Gebrauchsgrafikerin                                                                                       | 102   |                                                                         |
| 22. November          | Danielle Mitterrand                 | französische Première Dame und Autorin                                                                             | 87    | lemonde.fr                                                              |
| 22. November          | Paul Motian                         | US-amerikanischer Jazz-Schlagzeuger                                                                                | 80    | jazztimes.com                                                           |
| 22. November          | Hans Reichel                        | deutscher Gitarrist und Schriftgestalter                                                                           | 62    | wz-newsline.de                                                          |
| 22. November          | Kristian Schultze                   | deutscher Keyboarder, Arrangeur und Komponist                                                                      | 66    | musikmarkt.de                                                           |
| 22. November          | Himie Voxman                        | US-amerikanischer Musikpädagoge                                                                                    | 99    | press-citizen.com                                                       |
| 22. November          | Anthony Zhong Changfeng             | chinesischer Bischof                                                                                               | 79    | ucanews.com                                                             |
| 23. November          | Bertil Envall                       | schwedischer Bischof                                                                                               | 102   |                                                                         |
| 23. November          | Ruth Eckstein                       | US-amerikanische Malerin                                                                                           | 95    |                                                                         |
| 23. November          | Montserrat Figueras                 | spanische Sopranistin                                                                                              | 69    | lavanguardia.com                                                        |
| 23. November          | Ralph E. Haines Jr.                 | US-amerikanischer General                                                                                          | 98    | reuters.com                                                             |
| 23. November          | Art Hillery                         | US-amerikanischer Jazzmusiker                                                                                      | 86    | lajazz.com                                                              |
| 23. November          | Karel Hubáček                       | tschechischer Architekt                                                                                            | 87    | ceskenoviny.cz                                                          |
| 23. November          | Luis Fernando Jaramillo Correa      | kolumbianischer Politiker                                                                                          | 76    | ensemana.com                                                            |
| 23. November          | Frans Künen                         | niederländischer Leichtathlet                                                                                      | 81    | atletiekunie.nl                                                         |
| 23. November          | Gerald Laing                        | britischer Maler und Bildhauer                                                                                     | 75    |                                                                         |
| 23. November          | Barry Llewellyn                     | jamaikanischer Musiker                                                                                             | 64    | huffingtonpost.com                                                      |
| 23. November          | Yvon Marciano                       | französischer Regisseur und Drehbuchautor                                                                          | 58    | midilibre.fr                                                            |
| 23. November          | Carlos Moorhead                     | US-amerikanischer Politiker                                                                                        | 89    |                                                                         |
| 23. November          | Henry Øberg                         | norwegischer Fußballschiedsrichter                                                                                 | 80    | vg.no                                                                   |
| 23. November          | Jim Rathmann                        | US-amerikanischer Autorennfahrer                                                                                   | 83    | theguardian.com                                                         |
| 23. November          | Joseph Sewall                       | US-amerikanischer Politiker                                                                                        | 89    | bangordailynews.com                                                     |
| 23. November          | Rafiq Tağı                          | aserbaidschanischer Publizist, Journalist und Arzt                                                                 | 61    |                                                                         |
| 23. November          | Horacio Villafañe                   | argentinischer Musiker                                                                                             | 48    | telam.com.ar                                                            |
| 23. November          | Charles de Wolff                    | niederländischer Dirigent                                                                                          | 79    | perssupport.nl                                                          |
| 24. November          | Antonio Domingo Bussi               | argentinischer Politiker                                                                                           | 85    | news.asiaone.com                                                        |
| 24. November          | Walter Doniger                      | US-amerikanischer Filmregisseur und Drehbuchautor                                                                  | 94    | variety.com                                                             |
| 24. November          | Hans-Günter Herfurth                | deutscher Industriemanager                                                                                         | 77    |                                                                         |
| 24. November          | Ludwig Hirsch                       | österreichischer Sänger und Schauspieler                                                                           | 65    | wien.orf.at                                                             |
| 24. November          | Maurice Jaswon                      | britischer Mathematiker                                                                                            | 89    | telegraph.co.uk                                                         |
| 24. November          | Hubert Jurasek                      | österreichischer Widerstandskämpfer und Jurist                                                                     | 91    | oecv.at                                                                 |
| 24. November          | Rauf Khalid                         | pakistanischer Drehbuchautor, Filmregisseur und Schauspieler                                                       | 46?   | thenews.com.pk                                                          |
| 24. November          | Adrian Kohler                       | Schweizer Manager                                                                                                  | 53    | blick.ch                                                                |
| 24. November          | Imants Kokars                       | sowjetisch-lettischer Dirigent                                                                                     | 90    | reitingi.lv                                                             |
| 24. November          | Roland Lacombe                      | französischer Radrennfahrer                                                                                        | 73    |                                                                         |
| 24. November          | Martin B. Lehmann                   | Schweizer Politiker                                                                                                | 48    | luzernerzeitung.ch                                                      |
| 24. November          | Ross McManus                        | britischer Musiker                                                                                                 | 84    | elviscostello.com                                                       |
| 24. November          | Humberto Medina                     | mexikanischer Fußballspieler                                                                                       | 69    |                                                                         |
| 24. November          | Anuruddha Ratwatte                  | sri-lankischer Politiker                                                                                           | 73    | colombopage.com                                                         |
| 24. November          | Horst Dietrich Schlemm              | deutscher lutherischer Geistlicher und Posaunenwart                                                                | 92    |                                                                         |
| 24. November          | David Seely, 4. Baron Mottistone    | britischer Politiker (Conservative Party) und Peer                                                                 | 90    |                                                                         |
| 24. November          | Tatjana Schtschelkanowa             | russische Weitspringerin                                                                                           | 74    |                                                                         |
| 24. November          | Johnny Williams                     | englischer Fußballspieler                                                                                          | 76    | pafc.co.uk                                                              |
| 25. November          | Wassili Alexejew                    | sowjetischer Gewichtheber                                                                                          | 69    | reuters.com                                                             |
| 25. November          | Milla Baldo Ceolin                  | italienische Physikerin                                                                                            | 87    |                                                                         |
| 25. November          | John Peter Bennett                  | anglikanischer Priester und Linguist der Arawak, Guyana                                                            | 96    |                                                                         |
| 25. November          | Leonid Borodin                      | russischer Schriftsteller                                                                                          | 73    | vesti.ru                                                                |
| 25. November          | Don DeVito                          | US-amerikanischer Musikproduzent                                                                                   | 72    | billboard.biz                                                           |
| 25. November          | Mihailo Đurić                       | jugoslawischer Soziologe                                                                                           | 86    | sanu.ac.rs                                                              |
| 25. November          | Werner Dürrleder                    | deutscher Fußballspieler                                                                                           | 77    |                                                                         |
| 25. November          | Klaus Haller                        | deutscher Bibliothekar, Musikwissenschaftler, Komponist und Chorleiter                                             | 71    |                                                                         |
| 25. November          | Erling Lægreid                      | norwegischer Autor                                                                                                 | 72    | nrk.no                                                                  |
| 25. November          | Judy Lewis                          | US-amerikanische Schauspielerin                                                                                    | 76    | articles.philly.com                                                     |
| 25. November          | Iván Menczel                        | ungarischer Fußballspieler                                                                                         | 69    |                                                                         |
| 25. November          | Silke Reyer                         | deutsche Kommunalpolitikerin                                                                                       | 71    |                                                                         |
| 25. November          | Coco Robicheaux                     | US-amerikanischer Bluesmusiker                                                                                     | 64    | thedeadrockstarsclub.com                                                |
| 25. November          | Eberhard Schmidt                    | deutscher Studienrat und Musikfunktionär                                                                           | 81    |                                                                         |
| 25. November          | Heinz Schönberger                   | deutscher Jazzmusiker und Orchesterleiter                                                                          | 85    | hr-online.de                                                            |
| 25. November          | Dane Searls                         | australischer BMX-Fahrer                                                                                           | 23    | sport1.de                                                               |
| 25. November          | Dietrich Steinbeck                  | deutscher Kulturjournalist                                                                                         | 74    | rbb-online.de (Memento vom 11. Februar 2013 im Webarchiv archive.today) |
| 25. November          | Eberhard Zeitler                    | deutscher Mediziner                                                                                                | 81    | thieme-connect.de                                                       |
| 26. November          | Yolande Améyo Adabra                | togolesische Moderatorin und Journalistin                                                                          | 28?   | aipsmedia.com                                                           |
| 26. November          | Charles Balogou                     | togolesischer Fußballspieler                                                                                       | 50?   | sports.ndtv.com                                                         |
| 26. November          | Judit Bognár                        | ungarische Kugelstoßerin und Diskuswerferin                                                                        | 72    |                                                                         |
| 26. November          | Christophe Dagbovi                  | togolesischer Fußballfunktionär                                                                                    | 43?   | de.eurosport.yahoo.com                                                  |
| 26. November          | Walter Dächert                      | deutscher Fußballspieler                                                                                           | 75    |                                                                         |
| 26. November          | Isidore Kouma                       | togolesischer Fußballspieler und -trainer                                                                          | 39?   | [ 8 ]                                                                   |
| 26. November          | Ron Lyle                            | US-amerikanischer Boxer                                                                                            | 70    | washingtonpost.com                                                      |
| 26. November          | Patrick Mollison                    | britischer Mediziner                                                                                               | 97    | telegraph.co.uk                                                         |
| 26. November          | Chukwuemeka Odumegwu Ojukwu         | nigerianischer Politiker                                                                                           | 78    | sfgate.com                                                              |
| 26. November          | Steve Robertson                     | britischer Komiker und Schauspieler                                                                                | 78    | breakingnews.heraldscotland.com                                         |
| 26. November          | Mak Schoorl                         | niederländischer Ruderer                                                                                           | 98    | sportgeschiedenis.nl                                                    |
| 26. November          | Arthur Schultz                      | US-amerikanischer Politiker                                                                                        | 78    | triblocal.com                                                           |
| 26. November          | Jan Voormans                        | niederländischer Schach- und Draughtsspieler                                                                       | 67    | hmcdenbosch.nl                                                          |
| 27. November          | Jean Bodart                         | belgischer Fußballspieler                                                                                          | 69    | nieuwsblad.be                                                           |
| 27. November          | Oscar Maron Filho                   | brasilianischer Filmregisseur                                                                                      | 56    | timesofindia.indiatimes.com                                             |
| 27. November          | Keef Hartley                        | britischer Musiker                                                                                                 | 67    | johnmayall.com                                                          |
| 27. November          | Sultan Khan                         | indischer Musiker und Sänger                                                                                       | 71    | thestatesman.net                                                        |
| 27. November          | Heinz Läuppi                        | Schweizer Radrennfahrer                                                                                            | 75    |                                                                         |
| 27. November          | Styles Phumo                        | südafrikanischer Fußballspieler und -trainer                                                                       | 71    | kickoff.com                                                             |
| 27. November          | Ken Russell                         | britischer Regisseur, Filmproduzent und Drehbuchautor                                                              | 84    | denofgeek.com                                                           |
| 27. November          | Eugenia Sacerdote de Lustig         | italienisch-argentinische Medizinerin                                                                              | 101   |                                                                         |
| 27. November          | Gary Speed                          | walisischer Fußballspieler und -trainer                                                                            | 42    | dailymail.co.uk                                                         |
| 27. November          | Judd Woldin                         | US-amerikanischer Pianist und Komponist                                                                            | 86    | nytimes.com                                                             |
| 28. November          | Aruwa Ameh                          | nigerianischer Fußballspieler                                                                                      | 20    | msn.foxsports.com                                                       |
| 28. November          | Vittorio De Seta                    | italienischer Filmregisseur                                                                                        | 88    | trovacinema.repubblica.it                                               |
| 28. November          | Jon Driver                          | britischer Neurowissenschaftler                                                                                    | 49    | telegraph.co.uk                                                         |
| 28. November          | Otto Dürr                           | deutscher Karnevalist                                                                                              | 82    | allgemeine-zeitung.de (Memento vom 31. Januar 2013 im Internet Archive) |
| 28. November          | Karl Hagenburger                    | deutscher Leichtathlet, Sportschütze und Sportfunktionär                                                           | 91    |                                                                         |
| 28. November          | H. Edward Hunsburger                | US-amerikanischer Autor                                                                                            | 64    |                                                                         |
| 28. November          | Thomas Kirwan                       | US-amerikanischer Politiker                                                                                        | 78    | recordonline.com                                                        |
| 28. November          | Klaus-Peter Klingelschmitt          | deutscher Journalist und Kolumnist                                                                                 | 59    | blogs.taz.de                                                            |
| 28. November          | Charles Thomas Kowal                | US-amerikanischer Astronom                                                                                         | 71    | [ 9 ]                                                                   |
| 28. November          | Lucio Magri                         | italienischer Politiker                                                                                            | 79    | corriere.it                                                             |
| 28. November          | Ante Marković                       | jugoslawischer Politiker                                                                                           | 87    | novosti.rs                                                              |
| 28. oder 29. November | Patrice O’Neal                      | US-amerikanischer Comedian und Schauspieler                                                                        | 41    | allhiphop.com                                                           |
| 28. November          | Moreno Nuñez                        | mexikanischer Menschenrechtsaktivist                                                                               | 56    | edition.cnn.com                                                         |
| 28. November          | Lloyd J. Old                        | US-amerikanischer Immunologe                                                                                       | 78    | nytimes.com                                                             |
| 28. November          | Valerie Steinmann                   | Schweizer Schauspielerin                                                                                           | 89    | tagesanzeiger.ch                                                        |
| 28. November          | Ekkehard Wendler                    | deutscher Hochschullehrer für Verkehrswirtschaft                                                                   | 46    | werkstattatlas.info                                                     |
| 29. November          | Otto Benner                         | deutscher Politiker                                                                                                | 82    | ramasuri.de                                                             |
| 29. November          | Maxine Corcoran                     | australische Sprinterin                                                                                            | 57    |                                                                         |
| 29. November          | Yves Cornière                       | französischer Kirchenmusiker und Komponist                                                                         | 77    |                                                                         |
| 29. November          | Annetto Depasquale                  | maltesischer Bischof                                                                                               | 73    | di-ve.com                                                               |
| 29. November          | Donatus Djagom                      | indonesischer Erzbischof                                                                                           | 92    | regional.kompas.com                                                     |
| 29. November          | Gerald M. Friedman                  | US-amerikanischer Geologe mit Schwerpunkt Sedimentologie und Erdölgeologie                                         | 90    |                                                                         |
| 29. November          | Indira Goswami                      | indische Schriftstellerin                                                                                          | 69    | english.samaylive.com                                                   |
| 29. November          | Guillermo O’Donnell                 | argentinischer Politikwissenschaftler                                                                              | 75    | lanacion.com.ar                                                         |
| 29. November          | Živko Pregl                         | jugoslawischer Politiker                                                                                           | 64    | blic.rs                                                                 |
| 29. November          | Vijay Raghav Rao                    | indischer Flötist, Komponist und Musikpädagoge                                                                     | 86    |                                                                         |
| 29. November          | Carola Regnier                      | deutsche Schauspielerin                                                                                            | 68    | rbb-online.de                                                           |
| 29. November          | Klaus Ringwald                      | deutscher Bildhauer                                                                                                | 72    | nq-online.de                                                            |
| 29. November          | Edgar Röhrig                        | deutscher Geistlicher                                                                                              | 83    | [ 10 ]                                                                  |
| 29. November          | Fritz Rößling                       | deutscher Fußballspieler und -trainer                                                                              | 84    |                                                                         |
| 29. November          | Seymour Sack                        | US-amerikanischer Physiker                                                                                         | 82    |                                                                         |
| 29. November          | Adolf Schauberger                   | österreichischer Politiker                                                                                         | 74    | nachrichten.at                                                          |
| 29. November          | Elizabeth Scheu Close               | österreichisch-US-amerikanische Architektin                                                                        | 99    |                                                                         |
| 29. November          | Alexandru Tocilescu                 | rumänischer Film- und Theaterregisseur                                                                             | 65    | antena3.ro                                                              |
| 29. November          | Antonina Wyrzykowska                | polnische Judenretterin                                                                                            | 95    |                                                                         |
| 30. November          | Jules Ancion                        | niederländischer Hockeyspieler                                                                                     | 87    |                                                                         |
| 30. November          | J. Blackfoot                        | US-amerikanischer Musiker                                                                                          | 65    | bmansbluesreport.com                                                    |
| 30. November          | Hartwig Fischer                     | deutscher Maler | 77    | freiepresse.de                                                          |
| 30. November          | Shōji Hayashi                       | japanischer Architekt                                                                                              | 83    |                                                                         |
| 30. November          | Ernst Klaffus                       | deutscher Offizier, Amtschef des Heeresamtes                                                                       | 76    |                                                                         |
| 30. November          | Ostara Körner                       | deutsche Schauspielerin                                                                                            | 84    |                                                                         |
| 30. November          | Peter Lunn                          | britischer Skisportler und Spion                                                                                   | 97    | announcements.thetimes.co.uk                                            |
| 30. November          | Kuldeep Manak                       | indischer Musiker                                                                                                  | 62    | media247.co.uk                                                          |
| 30. November          | Chester McGlockton                  | US-amerikanischer American-Football-Spieler                                                                        | 42    | espn.go.com                                                             |
| 30. November          | Zdeněk Miler                        | tschechischer Trickfilmregisseur                                                                                   | 90    | welt.de                                                                 |
| 30. November          | Robert Osserman                     | US-amerikanischer Mathematiker                                                                                     | 84    | news.stanford.edu                                                       |
| 30. November          | Carl Robie                          | US-amerikanischer Schwimmer                                                                                        | 66    | swimnews.com                                                            |
| 30. November          | Partap Sharma                       | indischer Bühnenautor                                                                                              | 71    | indiantelevision.com                                                    |
| 30. November          | Benyamin Sönmez                     | türkischer Cellist                                                                                                 | 28    | sabah.com.tr                                                            |
| 30. November          | Jürgen Stohlmann                    | deutscher mittellateinischer Philologe und Lokalhistoriker                                                         | 74    |                                                                         |
| 30. November          | Egon Tiedje                         | deutscher Anglist                                                                                                  | 77    |                                                                         |
| 30. November          | Bill Waller                         | US-amerikanischer Politiker                                                                                        | 85    | wapt.com                                                                |
| 30. November          | Maria Weber                         | erste SOS-Kinderdorf-Mutter                                                                                        | 92    |                                                                         |
| 30. November          | Leka Zogu                           | albanischer Politiker                                                                                              | 72    | abcnews.go.com                                                          |